# 제롬 플린
제롬 플린(Jerome Flynn, 1963년 3월 16일 ~ )은 잉글랜드의 배우이다.

## 출연 작품

### 영화
- 러빙 빈센트 - 닥터 가셰 역
- 러빙 빈센트: 임파서블 드림 (다큐멘터리)
- 존 윅 3: 파라벨룸 - 베라다 역

### 드라마
- 왕좌의 게임 7 (HBO)